# 8М (макет)
8М (Индекс) , Изделие 0.08 — испытательный модуль кабины орбитального корабля «Буран», предназначенный для отработки надёжности специализированных катапультных кресел К-36РБ, а также медицинских исследований. Полностью изготовлен макет кабины с аппаратной начинкой. После окончания работ и официального закрытия космической программы «Энергия—Буран» в 1993 году находился на территории 29-й клинической больницы в Москве, затем был перевезён в подмосковный Центр подготовки космонавтов. В настоящее время находится на территории 83-й клинической больницы ФМБА (с 2011 года — Федеральный научно-клинический центр специализированных видов медицинской помощи и медицинских технологий ФМБА).